# Microneta
Microneta és un gènere d'aranyes araneomorfes de la família Linyphiidae. Es troba a Amèrica, Europa, Àsia i Oceania.

## Llista d'espècies
Segons The World Spider Catalog 12.0:
- Microneta aterrima (Eskov & Marusik, 1991)
- Microneta caestata (Thorell, 1875)
- Microneta disceptra (Crosby & Bishop, 1929)
- Microneta flaveola (Banks, 1892)
- Microneta formicaria (Balogh, 1938)
- Microneta inops (Thorell, 1875)
- Microneta iracunda (O. Pickard-Cambridge, 1879)
- Microneta orinis (Chamberlin & Ivie, 1933)
- Microneta protrudens (Chamberlin & Ivie, 1933)
- Microneta saaristoi (Eskov & Marusik, 1991)
- Microneta semiatra (Keyserling, 1886)
- Microneta avenc (Chamberlin & Ivie, 1936)
- Microneta varia (Simon, 1897)
- Microneta viaria (Blackwall, 1841)
- Microneta watona (Chamberlin & Ivie, 1936)